# T-43

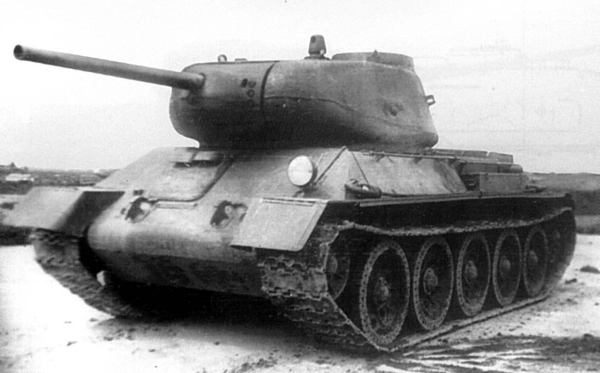
Nguyên mẫu xe tăng T-43

T-43 là xe tăng hạng trung của Liên Xô được phát triển trong Chiến tranh thế giới thứ hai để có thể thay thế xe tăng hạng trung T-34 và xe tăng hạng nặng KV-1. Mục đích là để chế tạo một loại xe tăng hạng trung với lớp giáp dày hơn, nhưng những tiến bộ của Đức trong công nghệ xe tăng đã chứng minh khả năng chống lại tốt hơn bởi xe tăng T-34-85 được trang bị vũ khí hạng nặng hơn và T-43 đã bị hủy bỏ.